# Mehrdad Izady
Michael Mehrdad R.S.C. Izady, né en 1963, est un essayiste spécialiste du Grand Moyen-Orient et des Kurdes.

## Biographie

### Jeunesse et formation
Né d'un père kurde et d'une mère belge, il passe la plus grande partie de sa jeunesse en Irak, Iran, Afghanistan et Corée du Sud au gré des affectations de ses parents diplomates. Il obtient un Bachelor of Arts en Histoire, Sciences Politiques et Géographie de l'Université du Kansas, deux Master of Arts en cartographie télédétectée et en relations internationales de l'Université de Syracuse, puis en 1992 un Ph.D en civilisations et langues du Moyen-Orient de l'Université Columbia.

## Carrière
Il enseigne pendant six ans au département de civilisations et langues orientales d'Harvard et depuis 1997 au département d'études et d'histoire du Moyen-Orient de l'université des opérations spéciales (Joint Special Operations University). Il témoigne devant deux commissions parlementaires et est l'auteur de nombreux livres et articles sur les sujets du Moyen-Orient et du sud-est de l'Europe.
Mehrdad Izady est aussi un cartographe qui a travaillé sur des sujets ethno-culturels de l'Ancien Monde. Ses travaux ont été utilisés aussi par des atlas, des auteurs, des médias comme National Geographic, The Economist que par l'Armée américaine, l'ONU.

### Auteur
- The Kurds : A Concise Handbook, Taylor & Francis, 1992, 184 p. (ISBN 978-0-8448-1727-9, lire en ligne)
- Guidebook to Iraq. pp. 243, US military, 2005–present, 19th edition.
- Guidebook to Afghanistan. pp. 219, US military, 2005–present, 21st edition.

### Traducteur
- Sharaf al-Din Bitlisi, The Sharafnâma : or, the History of the Kurdish Nation, 1597, Mazda Pub, 2000, 272 p. (ISBN 978-1-56859-074-5)